# Kuwait Petroleum Corporation
Kuwait Petroleum Corporation (KPC) (arabiska: مؤسسة البترول الكويتية), är ett kuwaitiskt statsägt multinationellt petroleum- och naturgasbolag. De producerar dagligen mellan 3 och 3,5 miljoner fat oljeekvivalenter men har som mål att nå fyra miljoner fat oljeekvivalenter per dag till år 2020.
Bolaget har fem dotterbolag i Kuwait National Petroleum Company (KNPC), Kuwait Oil Company (KOC), Kuwait Oil Tanker Company (KOTC), Petrochemical Industries Company (PIC) och Kuwait Petroleum International (KPI).
Ansvarig oljeminister är Dr. Ali al-Omair.